# Kalkofen
Kalkofen là một đô thị thuộc huyện Donnersberg, trong bang Rheinland-Pfalz, phía tây nước Đức. Đô thị Kalkofen có diện tích 1,83 km², dân số thời điểm ngày 31 tháng 12 năm 2006 là 207 người.